# DDOST
Dolichyl-diphosphooligosaccharide—tiểu đơn vị 48 kDa protein glycosyltransferase (tiếng Anh: Dolichyl-diphosphooligosaccharide—protein glycosyltransferase 48 kDa subunit) là enzyme ở người được mã hóa bởi gen DDOST.
Gen DDOST mã hóa một cấu thành của phức hệ oligosaccharyltransferase có chức năng xúc tác sự vận chuyển các oligosaccharide hàm lượng cao mannose đến gốc asparagine ở những polypeptide mới sinh trong khoang của lưới nội chất hạt. Phức hệ protein này cùng tinh lọc với ribosome. Sản phẩm gen DDOST cũng liên quan đến quá trình sản sinh những sản phẩm glycat hóa bền vững (advanced glycation endproduct, AGE), hình thành những phản ứng không enzyme giữa đường và protein hoặc lipid, dẫn đến lão hóa và tăng đường huyết.